# La casa de la risa
La casa de la risa fue un programa mexicano de sketches basados en chistes humorísticos, producido por Jorge Ortiz de Pinedo para Televisa y transmitido entre 2003 y 2005 todos los martes de las 22:00 a 22:30 horas por el Canal de las Estrellas, en la barra de comedia semanal en la que se encontraba también La familia P. Luche producido por Eugenio Derbez y La jaula producido por Guillermo del Bosque y fue retransmitido en 2007 por Galavisión en el mismo horario de las 22:00 horas. 
Entre los cómicos se encontraban Jo Jo Jorge Falcón en la primera temporada, Sergio Corona, Teo González, Nora Velázquez, Liliana Arriaga y el debut en comedia de la actriz Marisol Santacruz.

## Elenco

### Conductores
- Jo Jo Jorge Falcón (Primera temporada)
- Sergio Corona
- Teo González

### Protagonistas y antagonistas
- Liliana Arriaga (conocida como La Chupitos)
- Nora Velázquez (conocida como La Chabelita)
- María Alicia Delgado
- Jorge Ortiz de Pinedo
- David Villalpando
- Lupe Vázquez
- Marisol Santacruz (Marisol)
- José Suárez Barea (Pepe)
- Erika Blenher
- Luis Alcaraz Jr.
- Hanny Sáenz
- Paola Cantú
- Rubén Cerda
- Ana Laura Bernal
- Marisela
- Belem del Villar
- Zaira de Quevedo
- Mauricio Jalife Castañón
- Ricardo Fastlicht
- Alejandro Licona
- Oscar Ortiz de Pinedo
- Marco Navarro
- Gabriel Garzón
- Carlos Ignacio

Invitados especiales
- Dubraska
- Sabine Moussier
- Ernesto Laguardia
- Sissi Fleitas
- Carlos Espejel
- Omar Chaparro
- Adrián Uribe
- Xavier López "Chabelo"
- Carlos Bonavides
- Martha Ofelia Galindo
- Maribel Guardia
- Eugenio Derbez
- Luis de Alba
- Héctor Sandarti
- Mauricio Castillo
- Miguel Galván
- Alejandro Suárez
- Niurka Marcos
- Consuelo Duval
- Ana Bárbara
- Liz Vega
- María Antonieta de las Nieves
- María Elena Saldaña
- Priscila (interpreté de la canción Chango Chiflador en un sketch de Toribio y Mamerto)

## Escenas
El programa tenía una variedad de secciones humorísticas (sketches) en su emisión televisiva:

### Las Aventuras de la Chupitos
Es una mujer callejera y alcohólica que comenzó a tomar (peyorativamente chupar) cuando apenas tenía 15 años de edad. En los empleos como farmacéutica y campesina, a veces se mete en muchos líos, incluido con la policía.

### La Chabelita
Es una mujer viuda que se confiesa mucho con el padre que termina siendo una cosa común o a veces pecado, cuando dice algo incómodo o entra en detalle, este le responde con uno o varios golpes fuertes con la Biblia o le dice "cabecita".

### Pepe y Marisol
Es una pareja que aparentemente conviven bastante bien, cuando Pepe está con sus amigos, hace o dice una broma pesada, coquetea o mira a una mujer o habla muy mal de su mamá o de ella, está le responde con un sartenazo fuerte.

### Toribio y Mamerto
Son un par de amigos que se caracterizan por sus torpezas, travesuras y tonterías, además sus amigas suelen ser Enjundia y Euforia, que además hacen más tonterías, travesuras y torpezas.

### Cosas de la vida
Son sketches que representan cosas de la vida común de una forma chistosa y divertida.

### Enjundia y Euforia
Son un par de mujeres que cada vez cuando pasa un peligro o riesgo les parece divertido, aunque suelen hacer también tonterías, travesuras y torpezas con Toribio y Mamerto.

### Los Viejitos
Son unos viejitos que cuenta sus intimidades con doble sentido y algo de gracia.

### Los Consejos del Rey
Es un sketch donde pasa cosas de la vida cotidiana, al finalizar el sketch aparece El negro que lo sabe todo (una parodia de Pelé) diciendo consejos de una manera muy graciosa y divertida.

### Las sizañosas
Son unas mujeres que contradicen mucho a sus amigas de una manera muy graciosa y malévola.

### Suele pasar
Es un sketch donde pasa cosas de la vida cotidiana de una manera muy divertida y graciosa. En ocasiones incómoda  aparece El negro que lo sabe todo (una parodia de Pelé) interrumpiendo la escena y termina diciendo la frase "Yo lo haría".